# Eustachius Allaude
Eustachius Allaude (geboorteplaats en datum onbekend - † 1485), bijgenaamd de Leeuwercke, was een Zuid-Nederlands dominicaan. 

## Levensloop
Allaude trad in bij de predikheren in Brugge. Van 1478 tot 1481 was hij prior van zijn klooster.
Hij behoorde tot de inquisitie, niet echter tot de rechters en ondervragers maar tot de predikanten die tegen de ketters te keer gingen.
Zijn geleerde werken in het Latijn werden in de zestiende eeuw gepubliceerd door zijn ordebroeder Petrus du Fay.

## Publicaties
- Relationes canonicae probationis ligni Crucis asservatis in ecclesia collegiata B. Mariae Virginis Brugis asservato, Brugge, Nicolaas Breyghel, 1633.
- De pretiosissimo Sanguinis Salvatoris Brugis asservato, Brugge, Nicolaas Breyghel, 1633.